# ایلینو (بویواتس)
ایلینو (به صربی: Ilino) یک منطقهٔ مسکونی در صربستان است که در ناحیه زایچار واقع شده‌است. ایلینو ۱۰۵ نفر جمعیت دارد.